# Таборище (Петриня)
Таборище (хорв. Taborište) — населений пункт у Хорватії, в Сисацько-Мославинській жупанії у складі міста Петриня.

## Населення
Населення за даними перепису 2011 року становило 227 осіб.
Динаміка чисельності населення поселення:

## Клімат
Середня річна температура становить 11,03 °C, середня максимальна — 24,95 °C, а середня мінімальна — -5,24 °C. Середня річна кількість опадів — 970 мм.
| Клімат поселення                              | Клімат поселення | Клімат поселення | Клімат поселення | Клімат поселення | Клімат поселення | Клімат поселення | Клімат поселення | Клімат поселення | Клімат поселення | Клімат поселення | Клімат поселення | Клімат поселення | Клімат поселення |
| Показник                                      | Січ.             | Лют.             | Бер.             | Квіт.            | Трав.            | Черв.            | Лип.             | Серп.            | Вер.             | Жовт.            | Лист.            | Груд.            |                  |
| Середній максимум, °C                         | 6,91             | 8,48             | 12,82            | 17,22            | 21,88            | 24,95            | 23,82            | 23,18            | 19,52            | 14,66            | 9,32             | 5,06             |                  |
| Середня температура, °C                       | 0,82             | 2,41             | 6,74             | 11,15            | 15,80            | 18,88            | 20,65            | 20,01            | 16,34            | 11,49            | 6,14             | 1,88             |                  |
| Середній мінімум, °C                          | −5,24            | −3,66            | 0,66             | 5,08             | 9,72             | 12,81            | 17,46            | 16,82            | 13,16            | 8,32             | 2,95             | −1,3             |                  |
| Норма опадів, мм                              | 60               | 58               | 66               | 79               | 84               | 95               | 87               | 90               | 88               | 91               | 96               | 76               |                  |
| Середньомісячна швидкість вітру, м/с          | 1.74             | 1.91             | 2.30             | 2.20             | 2.01             | 1.85             | 1.80             | 1.69             | 1.67             | 1.73             | 1.81             | 1.81             |                  |
| Середньомісячна сонячна радіація, кДж/м²·день | 4290             | 7067             | 10731            | 15191            | 19401            | 21457            | 22526            | 19524            | 14492            | 9032             | 4810             | 3506             |                  |
| --------------------------------------------- | ---------------- | ---------------- | ---------------- | ---------------- | ---------------- | ---------------- | ---------------- | ---------------- | ---------------- | ---------------- | ---------------- | ---------------- | ---------------- |
| Джерело:                                      |                  |                  |                  |                  |                  |                  |                  |                  |                  |                  |                  |                  |                  |